# Řády, vyznamenání a medaile Švédska

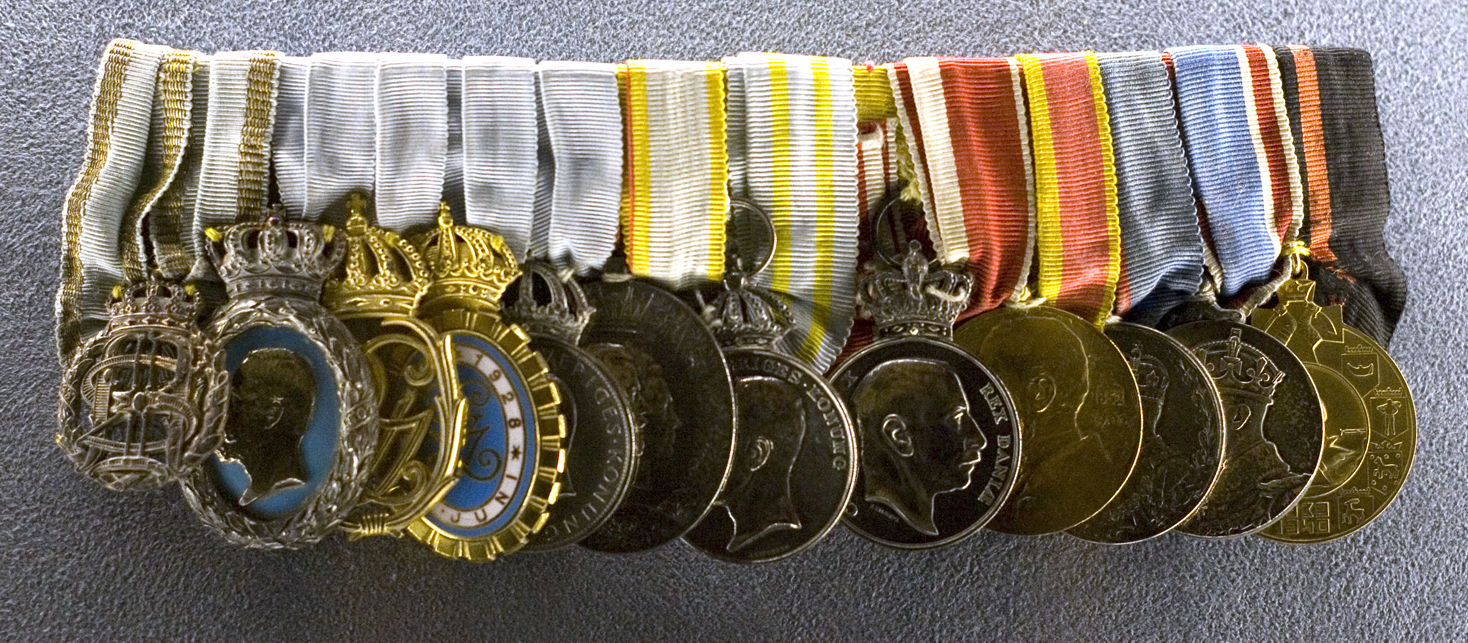
Vyznamenání krále Gustava VI. Adolfa

Systém švédských státních vyznamenání má bohatou historii, jejíž kořeny sahají až do 15. století. První řády, které přetrvaly i po smrti svého zakladatele, byly založeny až v 18. století, kdy byl v roce 1748 založen Řád Serafínů, Řád polární hvězdy a Řád meče. K významné reformě švédských vyznamenání došlo v roce 1974.
Velmistrem švédských řádů je švédských panovník. Rozhodnutí o přijímaní nových členů jsou přijímána v kapitole řádu, kterou tvoří kromě krále také kancléř řádu, vicekancléř a čtyři členové jmenovaní králem.

## Historie

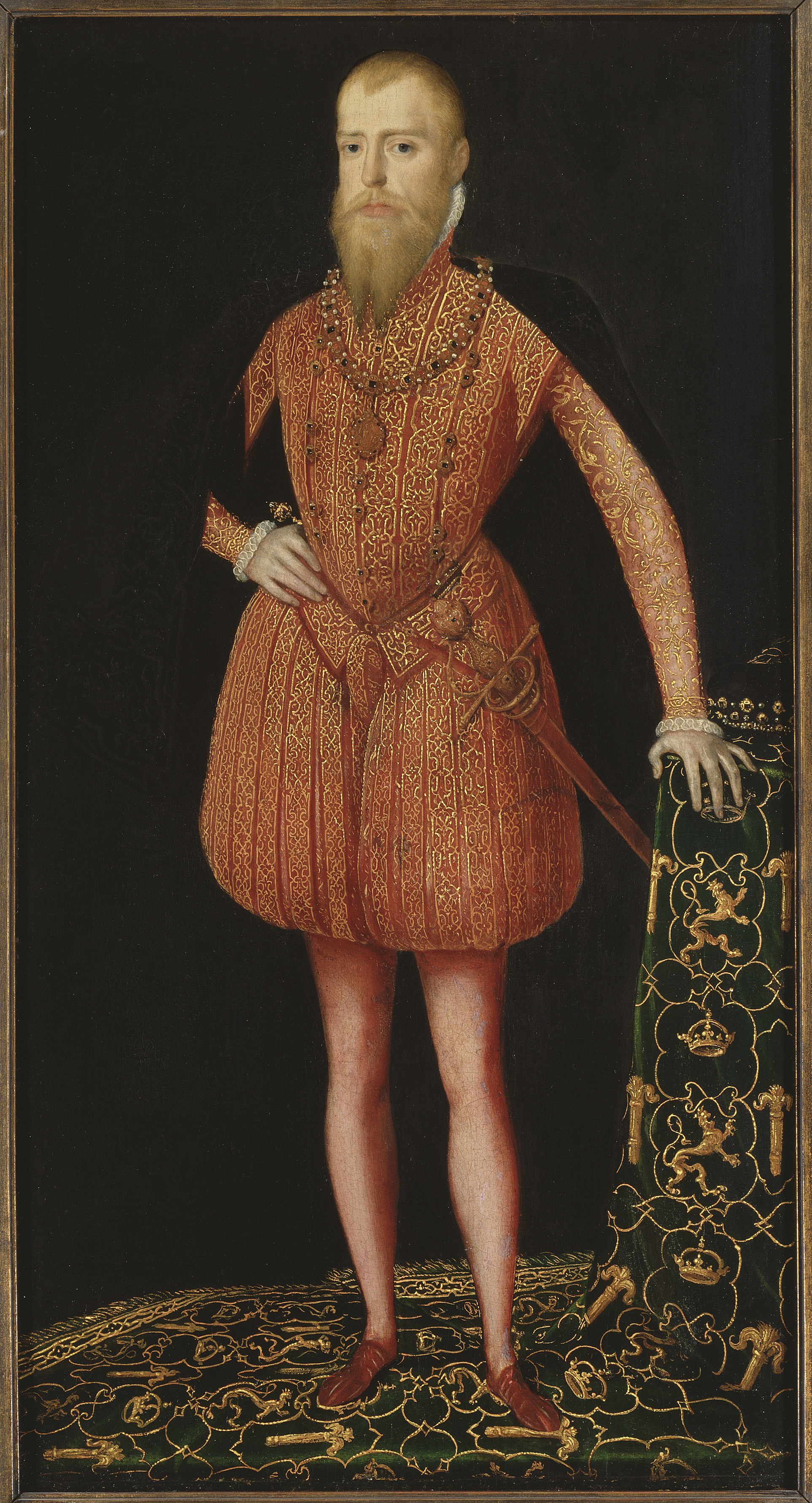
Král Erik XIV. Švédský s Řádem Salvatora

Rytíři se v Evropě začali objevovat během středověku. Nejprve se objevovaly náboženské řády, často spojené s vojenskou funkcí, jako byl Řád templářů či Suverénní řád Maltézských rytířů. V těchto řádech se boj kloubil se zbožností a tito rytíři se často účastnili křížových výprav do Svaté země organizovaných církví. Během pozdního středověku začala světská knížata zakládat vlastní řády, například Podvazkový řád, který založil anglický král Eduard III. v roce 1348. Tyto řády byly označovány jako světské rytířské řády a členství v nich bylo omezeno na členy královské rodiny a aristokraty.
Ve Švédsku dánský, norský a švédský král Jan  II. rozdal při příležitosti své korunovace v roce 1497 rytířské řetězy, které byly viditelným znamením rytířství. Tento čin lze považovat za první krok k vytvoření švédského rytířského řádu. V roce 1561 ustanovil král Erik  XIV. Řád Salvatorův. Jeho členem byl samotný král a několik světských pánů. Král Jan III. Švédský založil Řád Agnus Dei. Švédský král Karel IX. ustanovil v roce 1606 Řád Jehovův. Žádný z těchto prvních řádů nepřežil svého zakladatele. V roce 1653 zavedla královna Kristina Švédská Řád amarantu, který byl původně určen pouze pro příslušníky královského dvora, ale byl udělen i členům cizích královských rodin a vyslancům. Tento řád skončil v roce 1654 po abdikaci královny, ale již v roce 1656 byl králem Karlem X. Gustavem založen nový řád pod názvem Řád Jesu namns. Tento řád přetrval pouze do doby Karla XI.
Ve Švédsku v roce 1738 vznesl Johan von Kaulbars požadavek na vytvoření systému státních řádů. Hrabě Arvid Bernhard Horn af Ekebyholm se však postavil proti tomuto návrhu a ten nebyl schválen. V roce 1747 vystřídal Horna Carl Gustaf Tessin, který sám převzal iniciativu za švédského krále. V prosinci téhož roku obdržel tajný výbor návrh podepsaný Carlem Hårlemanem, jehož autorem však byl Anders Johan von Höpken. V návrhu bylo zdůrazněno, že Švédsko a Nizozemsko jsou jedinými evropskými státy, které postrádají státní řády a rovněž bylo poukázáno na skutečnost, že bez samostatného řádu by musel následník trůnu Adolf I. Fridrich nést ruský Řád svatého Ondřeje.
Byly navrženy tři řády: jeden pro nejvyšší představitele země, jeden pro armádu a jeden pro civilní úředníky. Řád Serafínů byl ve svých prvních stanovách popsán jako oživený, protože se vracel ke čtyřem starším řádům, které měly jako ústřední téma Boha či Ježíše. Druhým řádem byl Řád meče a třetím Řád polární hvězdy. Navzdory silné kritice výbor králi Frederiku I. doporučil, aby vytvořil navržené tři řády. Byly sepsány stanovy, které byly předloženy králi k podpisu dne 23. února 1748.
Dne 1. ledna 1975 byla zavedena řádová reforma, po níž přestaly být švédské řády udíleny občanům Švédska. V roce 2019 byl parlamentní výbor pověřen vypracováním pokynů, jak by mohli být občané Švédska do švédských řádů znovu jmenováni.

## Organizace

### Kapitula
Kapitulu řádu tvoří mimo švédského krále kancléř řádu, vicekancléř řádu a čtyři členové jmenovaní králem. Schůze kapituly se tradičně konají koncem dubna. Dříve se konaly vždy ve velký den řádů 28. dubna, v den narozenin zakladatel původních třech řádů krále Frederika I.

### Kancléř
Kancléř sídlí ve Stockholmském paláci. Řeší veškeré záležitosti spojené s udílením švédských řádů a královských medailí. Je také odpovědný za vedení záznamů o příjemcích švédských vyznamenání a za vytváří erbů rytířů Řádu Serafínů.

## Řády

Róba Řádu svatého Jana Švédského

Královský řád majestátu či Řád královského Veličenstva je oficiální označení čtyř švédských královských rytířských řádů. Patří mezi ně Řád Serafínů, Řád meče, Řád polární hvězdy a Řád Vasův, včetně jejich souvisejících kapitul a kancléřství.
Před reformou řádů v roce 1975 byly švédské řády udíleny švédským králem občanům Švédska i cizím státním příslušníkům za různé zásluhy. Po reformě je Řád Serafínů udílen nadále pouze hlavám cizích států nebo osobám podobného společného významu. Řád polární hvězdy je nadále udílen cizincům či osobám bez státní příslušnosti. Od roku 1995 mohou být oba řády uděleny členům švédské královské rodiny. Řád meče a Řád Vasův nejsou od reformy udíleny a patří mezi tzv. spící řády.

### Královské rytířské řády
- Řád Serafínů (Serafimerorden) byl založen dne 23. února 1748. Původně byl udílen občanům Švédska i cizincům, od roku 1975 pak pouze cizincům. Od roku 1995 může být navíc udělen členům švédské královské rodiny. Udílen je za služby Švédsku.[8][9]
- Řád meče (Svärdsorden) byl založen dne 23. února 1748. Udílen byl příslušníkům ozbrojených sil za chrabrost během války a službu v ozbrojených silách v dobách míru.[10][11]
- Řád polární hvězdy (Nordstjärneorden) byl založen dne 23. února 1748. Do roku 1975 byl udílen občanům Švédska i cizincům, od roku 1975 již pouze cizincům a členům švédské královské rodiny. Do roku 1975 byl udílen za občanské zásluhy, oddanost povinnostem, za vědu, literaturu, vzdělávání a užitečnou práci a pro nové a prospěšné instituce. Od roku 1975 je udílen za služby Švédsku.[12][13]
- Řád Vasův (Vasaorden) byl založen dne 29. května 1772. Udílen byl občanům Švédska za službu státu a společnosti.[14][15]
- Řád Karla XIII. (Carl XIII:s orden) byl založen dne 27. května 1811. Udílen je vysoce postaveným zednářům protestantského vyznání za služby pro Svobodné zednáře.[16]

### Rytířské řády pod královskou patronací
- Řád svatého Jana Švédského (Johanniterorden) byl založen roku 1920.[17]

## Medaile

### Královské medaile udílené králem

#### Královské pamětní medaile

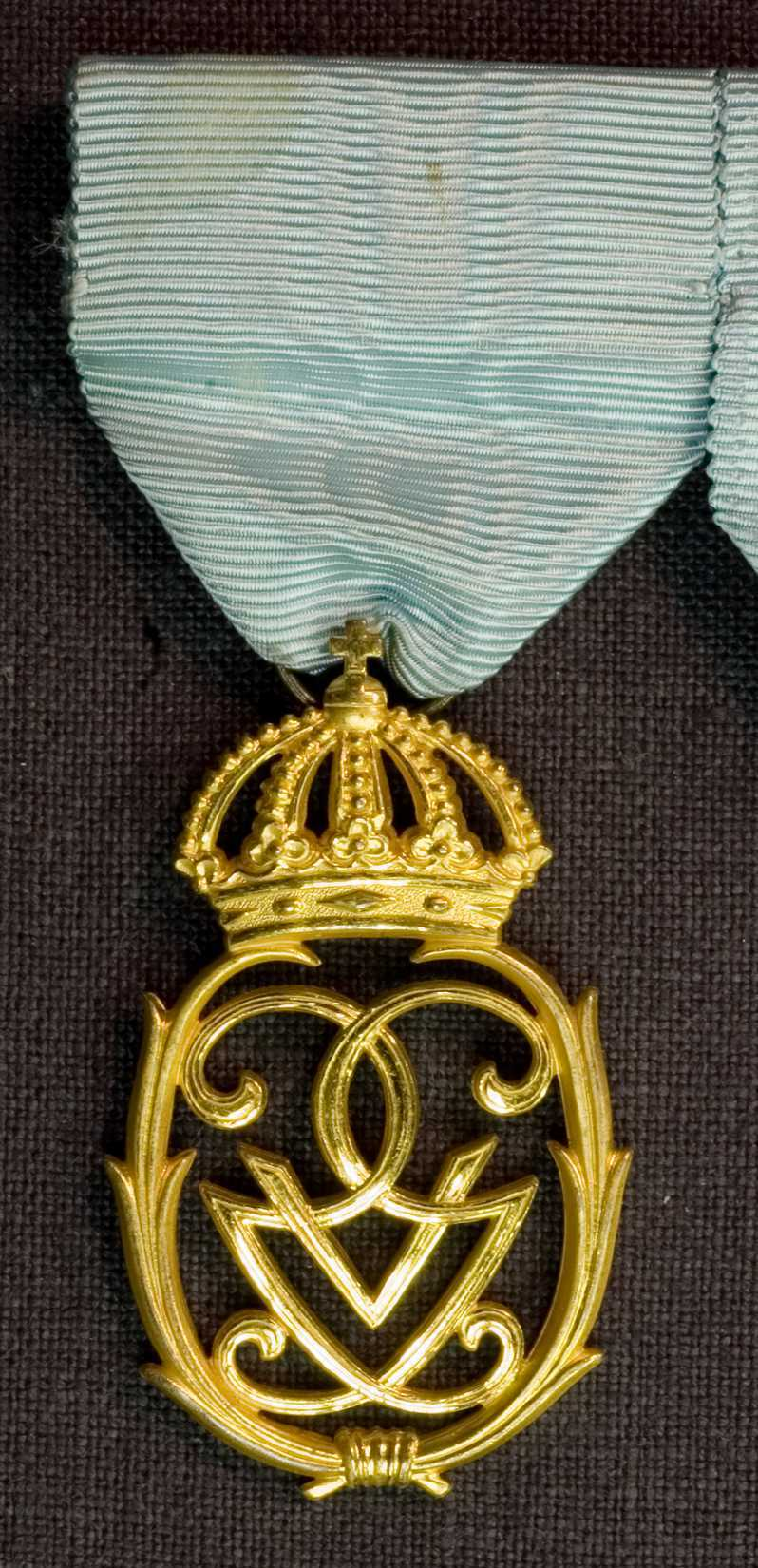
Pamětní medaile krále Gustava V., verze z roku 1948

Švédské království má dlouhou historii udílení královských pamětních medailí. Nejstarší z nich byla udělena kmotrům korunního prince Gustava Adolfa v roce 1778. Většina těchto medailí je zakládána na památku narozenin, korunovací, svateb a dalších výročí v rámci švédské královské rodiny.
Královské pamětní medaile se v přítomnosti dalších švédských vyznamenání nosí za všemi řády a válečnými dekoracemi.
- Insignie Gustava III. pro kmotry korunního prince Gustava Adolfa byla založena roku 1778.
- Pamětní jubilejní medaile krále Oskara II. byla založena roku 1897 při příležitosti 25. výročí vlády krále Oskara II.
- Pamětní medaile výročí stříbrné svatby korunního prince Gustava (V.) a korunní princezny Viktorie (Kronprins Gustafs (V) och Kronprinsessan Victorias silverbröllopsmedalj, GVSbm) byla založena roku 1906.
- Pamětní medaile výročí zlaté svatby krále Oskara II. a královny Žofie (Konung Oscar II:s och Drottning Sofias guldbröllopsminnestecken, OIISGbmt) byla založena roku 1907.
- Pamětní medaile 70. narozenin krále Gustava V. (Konung Gustaf V:s jubileumsminnestecken med anledning av 70-årsdagen, GV:sJmt) byla založena dne 25. května 1928.[19]
- Pamětní medaile 90. narozenin krále Gustava V. (Konung Gustaf V:s jubileumsminnestecken med anledning av 90-årsdagen, GV:sJmtII) byla založena dne 21. května 1948.[19]
- Pamětní medaile krále Gustava V. (Konung Gustav V:s minnestecken, GV:sMt) byla založena dne 16. února 1951. Medaile byla udělena členům královského dvora a zaměstnancům zesnulého krále Gustava V.[19]
- Pamětní medaile krále Gustava VI. Adolfa (Konung Gustav VI Adolfs minnesmedalj, GVIA:sMM) byla založena dne 29. srpna 1967. Medaile byla založena při příležitosti 85. narozenin krále Gustava VI. Adolfa.[19]
- Jubilejní pamětní medaile krále Karla XVI. Gustava (Konung Carl XVI Gustafs jubileumsminnestecken, CXVIG:sJmt) byla založena dne 30. dubna 1996. Medaile byla založena při příležitosti 50. narozenin krále Karla XVI. Gustava.
- Pamětní medaile na svatbu korunní princezny Viktorie a prince Daniela (Kronprinsessan Victorias och Prins Daniels bröllopsminnesmedalj, VD:sBMM) byla založena dne 8. června 2010.
- Jubilejní pamětní medaile krále Karla XVI. Gustava (Konung Carl XVI Gustafs jubileumsminnestecken II, CXVIG:sJmtII) byla založena dne 23. srpna 2013. Medaile byla založena při příležitosti 40. výročí vlády krále Karla XVI. Gustava.[20]
- Jubilejní pamětní medaile krále Karla XVI. Gustava (Konung Carl XVI Gustafs jubileumsminnestecken III, CXVIG:sJmtIII) byla založena dne 30. dubna 2016. Medaile byla založena při příležitosti 70. narozenin krále Karla XVI. Gustava.

#### Další medaile
- Medaile Jeho Veličenstva krále (.M. Konungens medalj) byla založena roku 1814. Udílen je občanům Švédska i cizincům za zvláštní služby a zásluhy o královský dvůr.[21]
- Litteris et Artibus bylo založeno roku 1853. Udíleno je občanům Švédska za zásluhy o rozvoj kultury, především hudby, dramatického umění a literatury.[22]
- Medaile prince Evžena byla založena v roce 1945.[23]
- Medaile prince Karla byla založena v roce 1945.[24]

### Královské medaile udílené vládou
- Illis quorum bylo založeno roku 1785.
- Medaile za chvályhodné činy
- Medaile za občanské ctnosti
- Medaile za pečlivý chov sobů